# Квазичастица
Квазичасти́ца (от лат. quas(i) «наподобие», «нечто вроде») — понятие в квантовой механике, введение которого позволяет существенно упростить описание сложных квантовых систем со взаимодействием, таких, как твёрдые тела и квантовые жидкости.
Например, чрезвычайно сложное описание движения электронов в полупроводниках может упроститься введением квазичастицы под названием электрон проводимости, отличающейся от электрона массой (имеет эффективную массу) и движущейся в свободном пространстве. Для описания колебаний атомов в узлах кристаллической решётки в теории конденсированного состояния вещества используют фононы, для описания распространения элементарных магнитных возбуждений в системе взаимодействующих спинов — магноны.

## Введение
Идея использования квазичастиц была впервые предложена Л. Д. Ландау в теории ферми-жидкости для описания жидкого гелия-3, позже её стали использовать в теории конденсированного состояния вещества. Описывать состояния таких систем напрямую, решая уравнение Шрёдингера с порядка 1023 взаимодействующими частицами, невозможно. Обойти эту трудность удаётся сведением задачи взаимодействия частиц к более простой задаче с невзаимодействующими квазичастицами.

## Квазичастицы в ферми-жидкости
Введение квазичастиц для ферми-жидкости производится плавным переходом от возбуждённого состояния идеальной системы (без взаимодействия между частицами), полученного из основного, с функцией распределения {\displaystyle n_{0}({\vec {p}})}, путём добавления частицы с импульсом {\displaystyle {\vec {p}}}, адиабатическим включением взаимодействия между частицами. При таком включении возникает возбуждённое состояние реальной ферми-жидкости с тем же импульсом, так как он сохраняется при столкновении частиц. По мере включения взаимодействия, добавленная частица вовлекает в движение окружающих её частиц, образуя возмущение. Такое возмущение называют квазичастицей. Полученное таким образом состояние системы соответствует реальному основному состоянию плюс квазичастица с импульсом {\displaystyle {\vec {p}}} и энергией, соответствующей данному возмущению. При таком переходе роль частиц газа (в случае отсутствия взаимодействия) переходит к элементарным возбуждениям (квазичастицам), число которых совпадает с числом частиц и которые, как и частицы, подчиняются статистике Ферми — Дирака.

## Квазичастицы в твёрдых телах

### Фонон как квазичастица
Описание состояния твёрдых тел, непосредственно решая уравнение Шредингера для всех частиц, практически невозможно из-за большого числа переменных и сложности учёта взаимодействия между частицами. Упростить такое описание удаётся введением квазичастиц — элементарных возбуждений относительно некого основного состояния. Часто учёт только низших энергетических возбуждений относительно этого состояния достаточен для описания системы, так как, согласно распределению Больцмана, состояния с большими значениями энергий даются с меньшей вероятностью. Рассмотрим пример применения квазичастиц для описания колебаний атомов в узлах кристаллической решётки.
Примером возбуждений с низкими энергиями может служить кристаллическая решётка при абсолютном нуле температуры, когда к основному состоянию, при котором колебания в решётке отсутствуют, добавляется элементарное возмущение определённой частоты, то есть фонон. Бывает, что состояние системы характеризуется несколькими элементарными возбуждениями, а эти возбуждения, в свою очередь, могут существовать независимо друг от друга, в таком случае это состояние интерпретируется системой невзаимодействующих фононов. Однако не всегда удаётся описать состояние невзаимодействующими квазичастицами из-за ангармонического колебания в кристалле. Тем не менее, во многих случаях элементарные возбуждения могут рассматриваться как независимые. Таким образом, можно приближенно считать, что энергия кристалла, связанная с колебанием атомов в узлах решётки, равна сумме энергии некоторого основного состояния и энергий всех фононов.

#### Квантование колебаний на примере фонона
Рассмотрим скалярную модель кристаллической решётки, согласно которой атомы колеблются вдоль одного направления.
Пользуясь базисом плоских волн, напишем выражение для смещений атомов в узле:
{\displaystyle u_{n}(t)=\sum _{\vec {k}}Q_{\vec {k}}(t)\phi _{\vec {k}}({\vec {r}}_{n}),}
{\displaystyle \phi _{\vec {k}}({\vec {r}}_{n})={\frac {1}{\sqrt {N}}}e^{i{\vec {k}}{\vec {r}}_{n}}.}
В такой форме {\displaystyle Q_{\vec {k}}} называют обобщёнными координатами. Тогда лагранжиан системы:
{\displaystyle L=\sum _{n}{\frac {m{\dot {u}}_{n}^{2}}{2}}-{\frac {1}{2}}\sum _{n,n^{'}}A({\vec {r}}_{n}-{\vec {r}}_{n^{'}})u_{n}u_{n^{'}}}
выразится в терминах {\displaystyle Q_{\vec {k}}} в виде:
{\displaystyle L={\frac {m}{2}}\sum {\vec {k}}({\dot {Q}}_{\vec {k}}^{*}{\dot {Q}}_{\vec {k}}-\omega _{\vec {k}}^{2}Q_{\vec {k}}^{*}Q_{\vec {k}}).}
Отсюда выражается канонический импульс и гамильтониан:
{\displaystyle P_{\vec {k}}={\frac {\delta L}{\delta {\dot {Q}}_{\vec {k}}}}=m{\dot {Q}}_{\vec {k}}^{*},}
{\displaystyle H=\sum _{\vec {\vec {k}}}P_{\vec {k}}{\dot {Q}}_{\vec {k}}-L={\frac {1}{2m}}\sum _{\vec {k}}(P_{\vec {k}}P_{\vec {k}}^{*}+m^{2}\omega _{\vec {k}}^{2}Q_{\vec {k}}^{*}Q_{\vec {k}}).}
Квантование действия производится требованием операторных правил коммутации для обобщённой координаты и импульса ({\displaystyle \hbar =1}):
{\displaystyle [Q_{\vec {k}},P_{{\vec {k}}^{'}}]=i\delta _{{\vec {k}},{\vec {k}}^{'}},}
{\displaystyle [Q_{\vec {k}},Q_{{\vec {k}}^{'}}]=[P_{\vec {k}},P_{{\vec {k}}^{'}}]=0.}
Для перехода к фононному представлению используют язык вторичного квантования, определив операторы рождения {\displaystyle a_{\vec {k}}^{+}} и уничтожения {\displaystyle a_{\vec {k}}} квантового фононного поля:
{\displaystyle [a_{\vec {k}},a_{{\vec {k}}^{'}}^{+}]=i\delta _{{\vec {k}},{\vec {k}}^{'}}\,\,\,\,\,\,\,[a_{\vec {k}},a_{{\vec {k}}^{'}}]=0.}
Прямым вычислением можно проверить, что требуемые правила коммутации выполняются для операторов:
{\displaystyle Q_{\vec {k}}={\frac {1}{\sqrt {2m\omega _{\vec {k}}}}}(a_{\vec {k}}^{+}e^{i\omega t}+a_{-{\vec {k}}}e^{-i\omega _{\vec {k}}t}),}
{\displaystyle P_{\vec {k}}=i{\sqrt {\frac {\omega _{\vec {k}}m}{2}}}(a_{-{\vec {k}}}^{+}e^{i\omega t}-a_{\vec {k}}e^{-i\omega _{\vec {k}}t}).}
Заменив знак комплексного сопряжения {\displaystyle Q_{\vec {k}}^{*}} на {\displaystyle Q_{\vec {k}}^{+}} и учтя, что энергия — чётная функция квазиимпульса, {\displaystyle \omega _{\vec {k}}=\omega _{-{\vec {k}}}} (из однородности), получим выражения для кинетической и потенциальной частей гамильтониана:
{\displaystyle K={\frac {1}{2m}}\sum _{\vec {k}}P_{\vec {k}}P_{-{\vec {k}}}=-{\frac {1}{4}}\sum _{\vec {k}}\omega _{\vec {k}}(a_{-{\vec {k}}}^{+}-a_{\vec {k}})(a_{\vec {k}}^{+}-a_{-{\vec {k}}}),}
{\displaystyle H={\frac {m\omega _{\vec {k}}^{2}}{2}}\sum _{\vec {k}}Q_{\vec {k}}Q_{-{\vec {k}}}={\frac {1}{4}}\sum _{\vec {k}}\omega _{\vec {k}}(a_{-{\vec {k}}}^{+}-a_{\vec {k}})(a_{\vec {k}}^{+}-a_{-{\vec {k}}}).}
Тогда гамильтониан примет вид:
{\displaystyle H=\sum _{\vec {k}}\omega _{\vec {k}}(a_{\vec {k}}^{+}a_{\vec {k}}+{\frac {1}{2}}).}
Иначе можно переписать:
{\displaystyle H=\sum _{\vec {k}}E_{\vec {k}}(n_{\vec {k}}+{\frac {1}{2}}),}
где
{\displaystyle n_{\vec {k}}=a_{\vec {k}}^{+}a_{\vec {k}}} — оператор количества частиц, фононов,
{\displaystyle E_{\vec {k}}=\omega _{\vec {k}}} — энергия фонона с импульсом {\displaystyle {\vec {k}}.}
Такое описание колебаний в кристалле называется гармоническим приближением. Оно соответствует лишь рассмотрению квадратичных членов по смещениям в гамильтониане.

### Квазичастицы в ферромагнетике, магноны
В случае ферромагнетика, при абсолютном нуле температуры, все спины выстраиваются вдоль одного направления. Такое расположение спинов соответствует основному состоянию. Если один из спинов отклонить от заданного направления и предоставить систему самой себе, начнёт распространяться волна. Энергия этой волны будет равна энергии возбуждения кристалла, связанной с изменением ориентации спина атома. Эту энергию можно рассматривать как энергию некоторой частицы, которую и называют магноном.
Если энергия ферромагнетика, связанная с отклонением спинов, невелика, то её можно представить в виде суммы энергий отдельных распространяющихся спиновых волн или, выражаясь иначе, в виде суммы энергий магнонов.
Магноны, как и фононы, подчиняются статистике Бозе — Эйнштейна

## Свойства
- Квазичастицы характеризуются вектором {\displaystyle {\vec {p}}}, свойства которого похожи на импульс, его называют квазиимпульсом.
- Энергия квазичастицы, в отличие от энергии обычной частицы, имеет иную зависимость от импульса.
- Квазичастицы могут взаимодействовать между собой, а также с обычными частицами.
- Могут иметь заряд и/или спин.
- Квазичастицы с целым значением спина подчиняются статистике Бозе — Эйнштейна, с полуцелым — Ферми — Дирака.

## Сравнение квазичастиц с обычными частицами
Между квазичастицами и обычными элементарными частицами существует ряд сходств и отличий. Во многих теориях поля (в частности, в конформной теории поля) не делают вообще никаких различий между частицами и квазичастицами.

### Сходства
- Как и обычная частица, квазичастица может быть более-менее локализованной в пространстве и сохранять свою локализованность в процессе движения.
- Квазичастицы могут сталкиваться и/или взаимодействовать иным образом. При столкновении низкоэнергетических квазичастиц выполняются механические законы сохранения квазиимпульса и энергии. Квазичастицы могут также взаимодействовать и с обычными частицами (например, с фотонами).
- Для квазичастиц с квадратичным законом дисперсии (то есть энергия пропорциональна квадрату импульса) можно ввести понятие эффективной массы. Поведение такой квазичастицы будет очень похоже на поведение обычных частиц.

### Различия
- В отличие от обычных частиц, которые существуют сами по себе, в том числе и в пустом пространстве, квазичастицы не могут существовать вне среды, колебаниями которой они и являются.
- При столкновениях, для многих квазичастиц закон сохранения квазиимпульса выполняется с точностью до вектора обратной решётки.
- Закон дисперсии обычных частиц — это данность, которую никак не изменить. Закон дисперсии квазичастиц возникает динамически, и потому может иметь самый замысловатый вид.
- Квазичастицы могут иметь дробный электрический заряд или магнитный заряд.

## Другие квазичастицы
- Электрон проводимости — имеет тот же заряд и спин, как у свободного электрона, но отличается законом дисперсии (зависимостью его энергии от квазиимпульса).
- Дырка — незаполненная валентная связь, которая проявляет себя как положительный заряд, по абсолютной величине равный заряду электрона.
- Ротон — коллективное возбуждение, связанное с вихревым движением в сверхтекучей жидкости.
- Полярон — квазичастица, соответствующая поляризации, связанной с движением электрона, обусловленной взаимодействием электрона с кристаллической решёткой.
- Плазмон — представляет собой коллективное колебание электронов в плазме.
- Экситон — представляет электронное возбуждение в диэлектрике или полупроводнике.